# Пригарін Сергій Володимирович
Сергі́й Володи́мирович Прига́рін (3 жовтня 1990 — 19 січня 2018) — старший лейтенант Національної поліції України.

## Життєпис
Народився 1990 року в місті Вознесенськ (Миколаївська область). Після закінчення Вознесенської гімназії ім. Т. Г. Шевченка вступив до Одеської національної юридичної академії на факультет цивільної та господарської юстиції. Закінчив Одеську юридичну академію, з 2012 року — старший лейтенант поліції, дільничний офіцер Приморського відділу поліції. Мріяв стати архітектором.
19 січня 2018 року в пообідню пору під час затримання злочинця на вулиці Новосельського біля школи № 122 зазнав важкого вогнепального поранення у груди, від якого помер у лікарні. Злочинець — Валентин Дорошенко — прихильник «русского міра», сталініст, займався антиукраїнською і проросійською діяльністю, у 1990-х працював сторожем в школі; був звільнений за домагання. Був відомий на все місто тим, що в липні 2009 року викликав на дуель тодішнього мера Едуарда Гурвіца.
Поліцейські прибули на виклик — громадяни повідомили про бійку. Дорошенко відкрив стрілянину з саморобної автоматичної зброї та вбив чоловіка на призвіще Пінін (раніше судимого), з яким перед тим побився, поранив трьох поліцейських і Віктора Тихоніна (охоронця «Муніципальної варти», який випадково опинився поруч та намагався надати допомогу пораненим). На місце стрілянини прибули патрульні поліцейські, які ліквідували злочинця. Згодом у приміщенні, де переховувався Дорошенко, було знайдено вхід у катакомби та виявлено зброю й міні-цех з її виготовлення та затримано двох його подільників. Ще один поранений поліцейський — капітан поліції Дмитро Литвинюк — перебував у важкому стані (п'ять кульових поранень); водій опергрупи сержант Олег Маценко зазнав поранення у стегно.
Похований на Таїровському кладовищі Одеси.
Без Сергія лишились батьки, дружина Ксенія та донька Міроша 2017 р.н.

## Нагороди та вшанування
- указом Президента України № 193/2018 від 4 липня 2018 року «за особисту мужність, виявлену під час виконання службового обов'язку, вагомий внесок у боротьбу зі злочинністю, високий професіоналізм» — нагороджений орденом «За мужність» III ступеня (посмертно)[2]